# 科勒奇科納 (印第安納州傑伊縣)
科勒奇科納（英語：College Corner）是位於美國印地安納州傑伊縣的一個非建制地區。該地的面積和人口皆未知。